# Кубок Італії з футболу 2007—2008
Кубок Італії з футболу 2007—2008 — 61-й розіграш Кубка Італії з футболу. Турнір стартував 14 серпня 2007 року, а завершився 24 травня 2008 року фінальним матчем на стадіоні «Стадіо Олімпіко» в Римі. У турнірі взяли участь 42 італійських клубів з Серії A та Сері] B. У фіналі «Рома» виграла у «Інтернаціонале» і в 9-й раз завоювала Кубок Італії (вдруге поспіль).

## Календар
| Раунд        | Дата                              | Матчі | Клуби   |
| ------------ | --------------------------------- | ----- | ------- |
| Перший раунд | 14-15 серпня 2007                 | 12    | 42 → 30 |
| Другий раунд | 18 серпня 2007                    | 6     | 30 → 24 |
| Третій раунд | 29 серпня 2007                    | 8     | 24 → 16 |
| 1/8 фіналу   | 6-20 грудня 2007/15-17 січня 2008 | 16    | 16 → 8  |
| 1/4 фіналу   | 23-24/29-30 січня 2008            | 8     | 8 → 4   |
| 1/2 фіналу   | 16 квітня/7-8 травня 2008         | 4     | 4 → 2   |
| Фінал        | 24 травня 2008                    | 1     | 2 → 1   |

## Перший раунд
| Команда 1      | Рахунок      | Команда 2        |
| -------------- | ------------ | ---------------- |
| 14 серпня 2007 |              |                  |
| Болонья (2)    | 2:1          | Модена (2)       |
| Мессіна (2)    | 2:2 пен. 3:4 | Віченца (2)      |
| П'яченца (2)   | 2:0          | Спеція (2)       |
| 15 серпня 2007 |              |                  |
| Авелліно (2)   | 0:2          | Асколі (2)       |
| Барі (2)       | 1:0          | Альбінолеффе (2) |
| Дженоа         | 2:1          | Гроссето (2)     |
| Наполі         | 4:0          | Чезена (2)       |
| Піза (2)       | 2:1          | Брешія (2)       |
| Равенна (2)    | 1:0          | К'єво (2)        |
| Ріміні (2)     | 6:0          | Фрозіноне (2)    |
| Тревізо (2)    | 2:2 пен. 6:5 | Лечче (2)        |
| Трієстіна (2)  | 1:0          | Мантова (2)      |

## Другий раунд
| Команда 1      | Рахунок      | Команда 2     |
| -------------- | ------------ | ------------- |
| 18 серпня 2007 |              |               |
| Асколі (2)     | 3:2 дч       | Дженоа        |
| Барі (2)       | 2:0          | Віченца (2)   |
| Болонья (2)    | 1:1 пен. 3:4 | Трієстіна (2) |
| Наполі         | 3:1 дч       | Піза (2)      |
| Равенна (2)    | 1:2          | П'яченца (2)  |
| Ріміні (2)     | 3:1          | Тревізо (2)   |

## Третій раунд
| Команда 1      | Рахунок      | Команда 2    |
| -------------- | ------------ | ------------ |
| 29 серпня 2007 |              |              |
| Асколі (2)     | 2:1 дч       | Аталанта     |
| Кальярі        | 2:1          | Сієна        |
| Наполі         | 1:1 пен. 4:3 | Ліворно      |
| Парма          | 1:3          | Ювентус      |
| Реджина        | 3:2          | П'яченца (2) |
| Торіно         | 3:2 дч       | Ріміні (2)   |
| Трієстіна (2)  | 0:0 пен. 2:4 | Катанія      |
| Удінезе        | 3:0          | Барі (2)     |

## 1/8 фіналу
| Команда 1                    | Заг. | Команда 2      | 1-й матч | 2-й матч |
| ---------------------------- | ---- | -------------- | -------- | -------- |
| 6 грудня 2007/15 січня 2008  |      |                |          |          |
| Емполі                       | 5:6  | Ювентус        | 2:1      | 3:5      |
| 11 грудня 2007/16 січня 2008 |      |                |          |          |
| Асколі (2)                   | 1:3  | Фіорентіна     | 1:1      | 0:2      |
| 12 грудня 2007/16 січня 2008 |      |                |          |          |
| Кальярі                      | 1:4  | Сампдорія      | 1:0      | 0:4      |
| 19 грудня 2007/16 січня 2008 |      |                |          |          |
| Удінезе                      | 1:0  | Палермо        | 0:0      | 1:0      |
| Торіно                       | 3:5  | Рома           | 3:1      | 0:4      |
| 19 грудня 2007/17 січня 2008 |      |                |          |          |
| Реджина                      | 1:7  | Інтернаціонале | 1:4      | 0:3      |
| Лаціо                        | 3:2  | Наполі         | 2:1      | 1:1      |
| 20 грудня 2007/16 січня 2008 |      |                |          |          |
| Мілан                        | 1:7  | Катанія        | 1:2      | 1:1      |

## 1/4 фіналу
| Команда 1        | Заг.    | Команда 2  | 1-й матч | 2-й матч |
| ---------------- | ------- | ---------- | -------- | -------- |
| 23/29 січня 2008 |         |            |          |          |
| Сампдорія        | 1:2     | Рома       | 1:1      | 0:1      |
| 23/30 січня 2008 |         |            |          |          |
| Інтернаціонале   | 5:4     | Ювентус    | 2:2      | 3:2      |
| Удінезе          | 4:4 (ч) | Катанія    | 3:2      | 1:2      |
| 24/30 січня 2008 |         |            |          |          |
| Лаціо            | 4:2     | Фіорентіна | 2:1      | 2:1      |

## 1/2 фіналу
| Команда 1               | Заг. | Команда 2 | 1-й матч | 2-й матч |
| ----------------------- | ---- | --------- | -------- | -------- |
| 16 квітня/7 травня 2008 |      |           |          |          |
| Інтернаціонале          | 2:0  | Лаціо     | 0:0      | 2:0      |
| 16 квітня/8 травня 2008 |      |           |          |          |
| Рома                    | 2:1  | Катанія   | 1:0      | 1:1      |

## Фінал
| 24 травня 2008 22:00 (EEST) |

| «Рома»                  | 2:1      | «Інтернаціонале» |
| ----------------------- | -------- | ---------------- |
| Мексес 36' Перротта 54' | Протокол | Пеле 60'         |

| «Олімпійський стадіон», Рим Глядачів: 60 000 Арбітр: Емідіо Морганті |